# Michele Viscardi
Michele Viscardi  (né le 27 août 1939 à Naples) est un homme politique italien. Il a été député entre 1979 et 1994.